# Bojszowy
Bojszowy è un comune rurale polacco del distretto di Bieruń-Lędziny, nel voivodato della Slesia.
Ricopre una superficie di 34,07 km² e nel 2006 contava 6 603 abitanti.